# Andy Bell (músico)
Andrew Piran Bell (n. Cardiff, Gales; 11 de agosto de 1970), más conocido por Andy Bell, es un músico, compositor, cantante, productor y DJ británico; actual miembro de la banda inglesa Ride, fundadora del estilo shoegazing. Es integrante de Oasis, y lo fue de Hurricane #1 y de Beady Eye, hasta la separación de la misma a finales de octubre de 2014.

## Ride
Andy formó su primera banda, Ride, junto a Mark Gardener (a quien conoció en la Cheney School, de Oxford), Laurence Colbert y Steve Queralt
. En 1988 la banda produjo un demo, que contenía los temas "Chelsea Girl" y "Drive Blind". En febrero del año siguiente, la banda fue invitada a cubrir un puesto vacante en un concierto de la Unión de Estudiantes del Oxford Poly, con lo que lograron la atención del productor Alan McGee. Después de un show con los Soup Dragons, McGee los contrató para Creation Records.
Con Ride, Andy lanzó 3 EP entre enero y septiembre de 1990, titulados "Ride", "Play" y "Fall", Bell declaró luego de lanzar el primero "Sucedió rápidamente, pero me preparé toda la vida para estar en una banda de rock. Lo sentí como algo natural". A pesar del escaso éxito, la banda consiguió buenas críticas. Su primer LP,"Nowhere" se lanzó en 1990, logrando un éxito mayor en ventas. El disco fue un triunfo de la textura sobre el contenido. Luego, en 1992 se editó "Going Blank Again". Las guitarras rítmicas de Andy y Gardener, ambas distorsionadas, con pedales Wah Wah y retroalimentándose mutuamente, fueron los elementos que pusieron el álbum en boca de los críticos.
A pesar del éxito mediático y el apoyo de los fanes, la falta de éxito masivo llevó a tensiones entre los miembros, particularmente entre Andy y Mark. Su tercer álbum, "Carnival of Light", se lanzó en 1994, con un estilo britpop, alejándose de la onda shoegazer que los caracterizaba. La lista de temas es una muestra de las tensiones: la primera mitad del disco lo compuso Gardener y la segunda mitad Bell, oponiéndose ambos a que se mezclaran temas de ambos. El cambio de estilo hizo que perdieran seguidores. Ese mismo año, Oasis se sumó a las filas de Creation Records, y desde entonces Andy se une al círculo cercano a la banda.
En 1995 Ride se separa definitivamente, durante la grabación del disco "Tarantula". Se argumentaron problemas creativos entre Bell y Gardener. Andy escribió la mayor parte del disco, se dice que la canción "Castle On The Hill" es una radiografía de la situación interna de la banda. Luego de la separación, ambos admitieron tener parte de la culpa, y que no sabían a donde ir después del cambio de estilo. Andy declararía: "Algunas personas dicen que "Tarantula" fue nuestro mejor álbum, estoy en desacuerdo con eso. Fue un tiempo extraño para la banda."

## Hurricane #1
Recién en 1997 Andy regresaría a la escena con Hurricane #1, otro fichaje de Creation. Esta vez, Alex Lowe cantaría los temas de Andy, consciente de su fragilidad para el rol de voz principal. El mismo año sacarían su primer álbum "Hurricane #1. Su primer corte, "Step Into My World", llegaría al 29 de los charts. El segundo álbum llegó al año siguiente, llamado "Only The Strongest Will Survive". La banda fue criticada por su enorme parecido a Oasis. Andy se encargó de decir que la banda no estaba influenciada por Oasis, sino inspirada en ellos. Sus álbumes sin embargo no tuvieron buenas ventas.

## Oasis
Durante el año 1999, mientras Hurricane #1 se tomaba un receso, Bell decidió mudarse de Oxford a Suecia. Se fue junto a su esposa, la cantante sueca Idha, e hija para según él "obtener un poco de paz y escribir letras para el tercer álbum de la banda. Tuve un gran bloqueo en mi cabeza, lo intenté todo pero finalmente decidí dejar la banda".
Luego de su salida, Bell pudo conseguir trabajo con la banda Gay Dad como guitarrista principal. Oasis para ese entonces se encontraba sin bajista y según cuenta el guitarrista de la banda Gem Archer, Liam Gallagher al enterarse de lo ocurrido por la radio gritó "¡Andy Bell está tocando en Gay Dad! ¡No podemos dejar que eso ocurra!" Al día siguiente Noel Gallagher tomó el teléfono y lo llamó. Acordaron en encontrarse en un estudio en Buckinghamshire "Nunca había tocado un bajo", recuerda Andy. "Me pidieron que lo tome y me una a una de las bandas más grandes del mundo. Es una oferta que no podía rechazar."
Andy no llegó a grabar para el disco Standing on the Shoulder of Giants (2000), pero salió de gira con la banda, por lo tanto se le pagaba como músico contratado (£85 por noche). Como era el único sureño de la banda (luego de la partida de Alan White), era víctima de las bromas de Noel. En "Familiar to Millions" se puede oír una. Noel le pide al público que diga "¿Quién carajo es Andy Bell?", cansado de oír cantos de los nombres de los Gallagher. Los miembros de la banda también lo han apodado "Wing Commander Bell" (el Comandante de Escuadrilla Bell) debido a que no encaja con los orígenes de la banda.
Desde entonces Andy ha contribuido con varias composiciones, entre ellas "A Quick Peep" para el disco Heathen Chemistry en el 2002, "Thank You for the Good Times" usado como lado b para el sencillo "Stop Crying Your Heart Out", lado b que originalmente sería parte del disco pero según Noel "'A Quick Peep' habla más de Andy como compositor". En el siguiente álbum, Don't Believe the Truth (2005), Andy colaboró con "Turn Up the Sun", escrita en un bosque cerca de su casa en Suecia (90), y "Keep the Dream Alive". Finalmente en el disco Dig Out Your Soul, lanzado en 2008 Andy compuso "The Nature of Reality", pista en la cual curiosamente Andy no toca ningún instrumento: "le enseñe a Noel las partes de la guitarra, con Gem hice lo mismo. Yo me quedé en la sala de control asegurándome de que todo suene bien".
En 2025, se reveló que Bell participaría en los shows de Oasis Live '25.

## Beady Eye
Noel Gallagher dejó Oasis en agosto de 2009 tras una discusión con su hermano. Tras la disolución de Oasis, Bell y los demás exmiembros formaron Beady Eye. Bell pasó del bajo a la guitarra, su instrumento principal antes de unirse a Oasis, tanto en directo como en el estudio. El álbum debut de Beady Eye, Different Gear, Still Speeding, contiene cuatro canciones compuestas por Bell: "Four Letter Word", "Millionaire", "Kill for a Dream" y "The Beat Goes On". Bell también colaboró con "World Outside My Room", la cara B de "Four Letter Word".
Bell tocó la guitarra, los teclados y los coros en el segundo álbum de Beady Eye, BE de 2013.  Contenía tres canciones escritas por Bell: "Face the Crowd", "Soon Come Tomorrow" y "I'm Just Saying", y también coescribió "Flick of the Finger". Además, contribuyó con "Dreaming of Some Space" a la cara B de "Second Bite of the Apple". Beady Eye se disolvió en octubre de 2014.

## Otros proyectos
Andy ha desarrollado una carrera como productor en la cual se destacan los álbumes "Hurricane #1" y "Only The Strongest Will Survive" de la banda Hurricane #1 en los años 1997 y 1998 respectivamente, el sencillo debut de la banda The Kynd's: "Egotripper", lanzado en octubre de 1996 y el quinto álbum de estudio de la banda sueca Weeping Willows, "Fear & Love"
Andy también se ha desempeñado como DJ junto a artistas como: Magnus Carlson, cantante de Weeping Willows, los dos trabajaron en el club Bangers 'n' Mash. También ha sido el DJ Set de varios clubes ingleses tales como 'This Feeling' de Londres En 2006 realizó una performance como solista en el festival sueco "Fest-i-val in Umeå Sweden". En diciembre de 2007, tocó en vivo junto a Weeping Willows en Estocolmo para un evento llamado "An Evening With Weeping Willows At Chinateatern". En 2008 participó en el álbum de la banda sueca The Most, tocando la guitarra y cantando en la canción "Now I Feel". Bell ha revelado su intención de sacar un disco en solitario en el futuro.
Perteneció junto a Liam Gallagher a la banda Beady Eye.

## Discografía en solitario
- 2020: The view from halfway down.